# Лопатин, Анатолий Алексеевич
Лопатин Анатолий Алексеевич (1920 — 22 апреля 1945) — командир 463-го стрелкового полка (118-я стрелковая дивизия, 5-я гвардейская армия, 1-й Украинский фронт), майор.

## Биография
Родился 27 ноября 1920 года в посёлке Чилгир ныне Яшкульского района Республики Калмыкия в семье крестьянина. Русский.
Член ВКП(б) с 1943 года.
Окончил Тихорецкий железнодорожный техникум Краснодарского края.
В Красной Армии — с декабря 1939 года.
Окончил пехотное училище в 1941 году, курсы «Выстрел» — в 1942 году, курсы усовершенствования офицерского состава — в 1943 году.

## Участие в Великой Отечественной войне
В боях Великой Отечественной войны — с июля 1942 года. Воевал на Юго-Западном фронте. Трижды ранен. Начал войну командиром взвода, в начале 1943 года стал командиром батальона и в том же году заместителем командира 463-го стрелкового полка. В начале 1945 года стал командиром этого полка.
В начале Берлинской наступательной операции 16 апреля 1945 года 463-й стрелковый полк под командованием майора А. А. Лопатина, действуя как десантный, совместно с частями 4-го гвардейского танкового корпуса прорвал оборону противника на реке Нейсе, форсировал реку Шпрее и захватил плацдарм на её западном берегу в районе населённого пункта Шпреевиц (Spreewitz).
Действуя передовым отрядом по преследованию противника, полк овладел городом Хойерсверда (Германия), а затем ударом в северо-западном направлении занял город Финстервальде.
Майор Лопатин умело руководил боевыми действиями полка в сложных условиях лесистой местности, организовал успешное взаимодействие пехоты и танков, несмотря на то, что полк действовал в тылу врага. Полк захватил 3 батареи, сжёг 3 самоходные установки и подбил 2 танка, а также уничтожил большое количество живой силы противника.
22 апреля 1945 года, следуя с одним из батальонов, майор Лопатин принял встречный бой с большой колонной бронетранспортёров и пехоты противника. В этом неравном бою майор А. А. Лопатин погиб.
Похоронен в городе Аннабурге (Германия).

## Награды
- Герой Советского Союза (27 июня 1945 года, посмертно);
- орден Ленина (27 июня 1945 года, посмертно);
- два ордена Александра Невского (29.04.1944, 18.09.1944);
- орден Отечественной войны 2-й степени;
- медали.